# Ullared

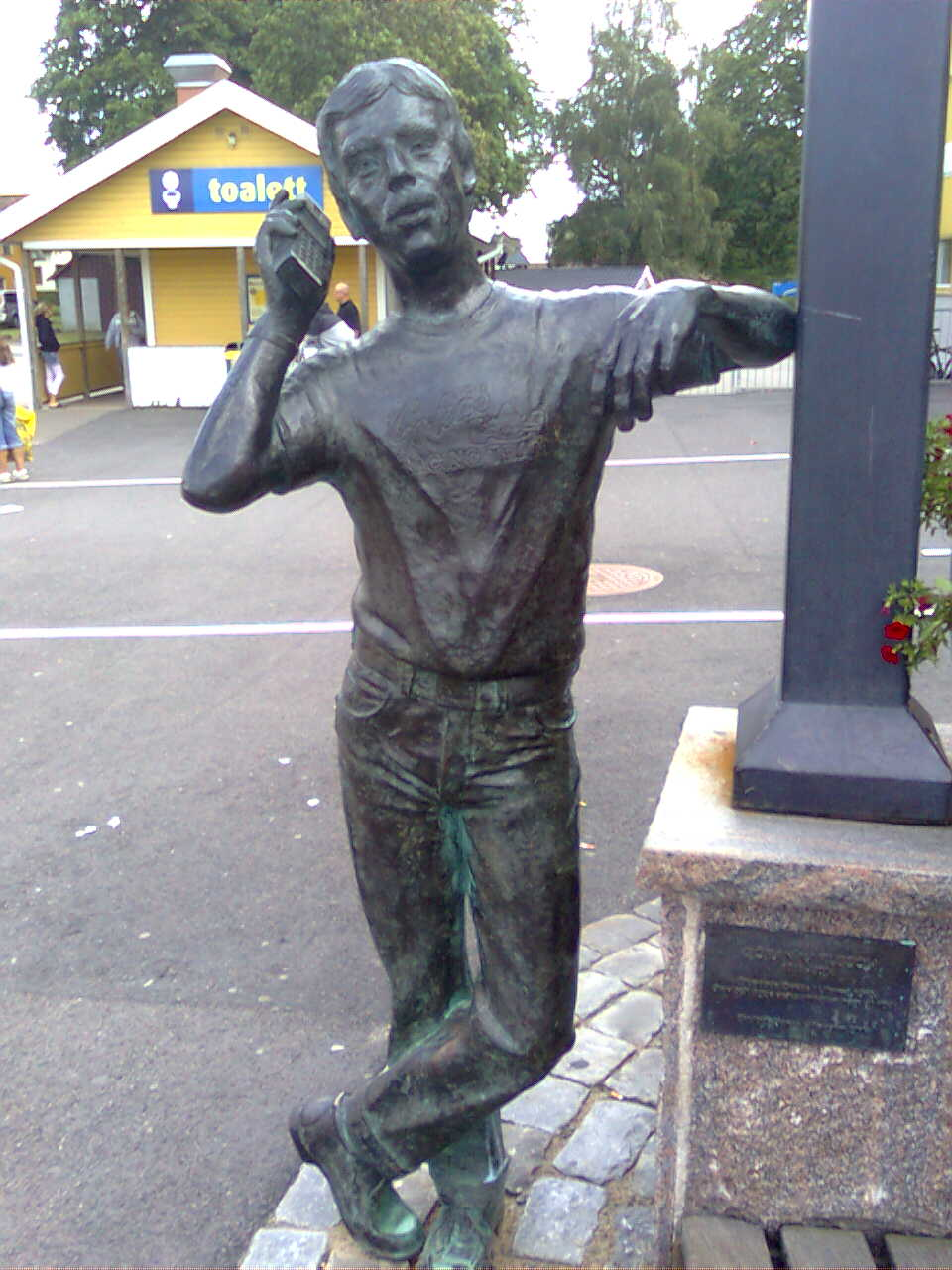
La statue de Göran Karlsson

Ullared est un village du comté de Halland, en Suède. Sa population était de 820 habitants en 2005. Le grand magasin Gekås est situé dans ce village.

## Infrastructure
Ullared a été pendant la première moitié du XXe siècle à la jonction entre le chemin de fer de Falkenberg et le chemin de fer Varberg-Ätran. Aujourd'hui, la jonction entre routes du comté 153 et 154 est dans le village.